# Eleccions parlamentàries armènies de 1995
Les eleccions parlamentàries armènies de 1995 foren dutes a terme el 5 i el 25 de juliol de 1995 per a renovar els 190 membres de l'Assemblea Nacional Armènia. Hi va haver 150 escons electorals i 40 es van escollir a nivell nacional mitjançant representació proporcional. La votació va ser supervisada per observadors de l'OSCE i del Consell d'Europa, que van expressar alguns dubtes sobre la imparcialitat dels procediments utilitzats. Els partits d'oposició, per la seva banda, va protestar pels resultats anunciats per la Comissió Electoral Central i denunciaren suposades irregularitats.
La candidatura guanyadora amb 88 escons dels 190 fou el Bloc Republicà, coalició de sis partits polítics liderada pel Moviment Nacional Pan-Armeni. Després de les eleccions el Bloc Republicà formà coalició de govern amb el partit feminista Shamiram. El càrrec de primer ministre fou ocupat per Hrant Bagratyan, Armen Sargsyan, Robert Kocharyan i Armen Darbinyan fins que es convocaren noves eleccions el 1999. La participació fou del 54,3% de l'electorat.

## Resultats
| Partit                                                                 | Partit                                 | Proporcional | Proporcional | Proporcional | Districte | Escons totals | +/– |
| Partit                                                                 | Partit                                 | Vots         | %            | Escons       | Escons    | Escons totals | +/– |
| ---------------------------------------------------------------------- | -------------------------------------- | ------------ | ------------ | ------------ | --------- | ------------- | --- |
|                                                                        | Bloc Republicà                         | 329.000      | 43,9         | 20           | 68        | 88            | Nou |
|                                                                        | Shamiram                               | 130.252      | 17,4         | 8            | 0         | 8             | Nou |
|                                                                        | Partit Comunista d'Armènia             | 93.353       | 12,4         | 6            | 4         | 10            | 126 |
|                                                                        | Unió Nacional Democràtica              | 57.996       | 7,7          | 3            | 2         | 5             | Nou |
|                                                                        | Unió per a l'Autodeterminació Nacional | 42.987       | 5,7          | 3            | 0         | 3             | Nou |
|                                                                        | Partit Liberal Democràtic              | 19.437       | 2,6          | 0            | 1         | 1             | Nou |
|                                                                        | Federació Revolucionària Armènia       |              |              |              | 1         | 1             | Nou |
|                                                                        | Independents                           |              |              |              | 72        | 72            | 13  |
|                                                                        |                                        |              |              |              |           |               |     |
|                                                                        | Voluntat i Daixnaksutiun               | 15.424       | 2,1          | 0            | 0         | 0             | Nou |
|                                                                        | Partit Democràtic Agràri               | 13.784       | 1,8          | 0            | 0         | 0             | Nou |
|                                                                        | Partit Democràtic d'Armènia            | 13.748       | 1,8          | 0            | 0         | 0             | Nou |
|                                                                        | Missió                                 | 10.428       | 1,5          | 0            | 0         | 0             | Nou |
|                                                                        | Unió Científico-Industrial i Civil     | 9,940        | 1,3          | 0            | 0         | 0             | Nou |
|                                                                        | Estat Nació                            | 8.397        | 1,1          | 0            | 0         | 0             | Nou |
|                                                                        | Partit Popular                         | 6.706        | 0,9          | 0            | 0         | 0             | Nou |
|                                                                        | Escons vacants                         |              |              |              |           | 0             |     |
| Total                                                                  | Total                                  | 1.183.573    | 100          |              |           | 190           | 69  |
|                                                                        |                                        |              |              |              |           |               |     |
| Vots vàlids                                                            | Vots vàlids                            | 771.830      | 65,21        |              |           |               |     |
| Vots nuls                                                              | Vots nuls                              | 411.743      | 34,79        |              |           |               |     |
| Participació                                                           | Participació                           | 1.183.573    | 54,32        |              |           |               |     |
| Cens                                                                   | Cens                                   | 2.178.699    |              |              |           |               |     |
| Font: Comissió Central Electoral Arxivat 2019-11-10 a Wayback Machine. |                                        |              |              |              |           |               |     |